# Universal Soldier: The Return
Universal Soldier: The Return is een Amerikaanse film uit 1999. Het is de eerste officiële sequel in de Universal Soldier-reeks. Na de eerste film waren er nog twee televisie-sequels, zonder Van Damme in de hoofdrol. In deze film keert Jean-Claude Van Damme weer terug. De regie is onder leiding van Mic Rodgers en andere hoofdrollen worden vertolkt door Michael Jai White en Heidi Schanz.

## Verhaal
Luc Deveraux (rol van Van Damme) heeft een serie experimenten overleefd en is nu werkzaam als een technisch expert bij een overheidsproject, waarmee ze het trainings programma van Universal Soldier willen verbeteren. Wanneer S.E.T.H. de boel overneemt, is Luc de enige die hem tegen kan houden.

## Rolverdeling
| Acteur                | Personage         |
| --------------------- | ----------------- |
| Jean-Claude Van Damme | Luc Deveraux      |
| Michael Jai White     | S.E.T.H.          |
| Heid Schanz           | Erin Young        |
| Xander Berkeley       | Dylan Cotner      |
| Bill Goldberg         | Unisol 2500/Romeo |

## Universal Soldier-reeks
- Universal Soldier (1992 - Van Damme als Deveraux)
- Universal Soldier: The Return (1999 - Van Damme als Deveraux)
- Universal Soldier: Regeneration (2009 - Van Damme als Deveraux)
- Universal Soldier: Day of Reckoning (2012 - Van Damme als Deveraux)

## Ontvangst
Over het algemeen werd de film negatief ontvangen. vooral de acteerprestaties en de vele fouten in het scenario zorgden voor slechte commentaren.
- IMDB: 3,7/10